# Australiosoma castaneum
Australiosoma castaneum är en mångfotingart som beskrevs av Carl Graf Attems 1944. Australiosoma castaneum ingår i släktet Australiosoma och familjen orangeridubbelfotingar. Inga underarter finns listade i Catalogue of Life.